# Sunčeva aktivnost
Sunčeva aktivnost se manifestuje u raznim oblicima kako na površini, tako i u unutrašnjosti Sunca, ali uzrok za svu Sunčevu aktivnost je magnetno polje. Svi oblici aktivnosti imaju ciklični karakter. Razlikuju se faze mirnog i aktivnog Sunca, koje su posebno izražene u hromosferi i koroni. U različitim fazama, Sunce i zrači drugačije, a najveća razlika se primećuje u X-spektru. U radio spektru
se primećuje razlika i u karakteru zračenja koje može biti netermalno.
Aktivnost Sunca se deli na tri podgrupe, u zavisnosti od toga gde se određena aktivnost pojavljuje, pa se tako razlikuje Sunčeva aktivnost na fotosferi, hromosferi i koroni.

## Oblici Sunčeve aktivnosti na fotosferi
Dva najvažnija oblika Sunčeve aktivnosti na fotosferi su Sunčeve pege i fakule.

### Sunčeve pege
Sunčeve pege su tamne tačke ili pore na Sunčevoj površini u kojima je temperatura niža nego u okolnoj fotosferi.
To su privremene pojave na površini Sunca koje žive nekoliko nedelja, vide se kao tamne tačke u odnosu na okolna područja i mogu biti vidljive sa Zemlje i bez pomoći teleskopa. Sunčeve pege su posledice visoko koncentrisanog magnetnog polja koje je nešto hladnije od okolne površine Sunca i to je razlog zašto ih vidimo kao tamnija područja. Sunčeve pege se obično javljaju u parovima kao pega vodilja i pega pratilja i obe stvaraju veoma snažno magnetno polje suprotnog polariteta.
Maksimumom i minimumom Sunčeve aktivnosti nazivaju se trenuci kada na Suncu ima najveći i najmanji broj pega, respektivno. Period između dva minimuma je ciklus Sunčeve aktivnosti i on traje oko 11 godina.

### Fakule
Fakule su gušće, toplije i sjajnije oblasti od same fotosfere, javljaju se oko Sunčevih pega.
Fakule su toplije oblasti od prosečne toplote fotosfere, a čak i kada su oslabljene hladnijim Sunčevim pegama, fakule izazivaju ukupno povećanje Sunčevog zračenja od oko 0,1%. Pored fakula, javljaju se i Sunčeve plaže. Stoga, Sunce proizvodi manje toplote i svetla kada nema pega, što može izazvati pojave poput malih ledenih doba. Fakule su svetle oblasti u fotosferi. Vezane su sa slabim magnetnim poljima i sjajnije su od okolne fotosfere u proseku za 20%. Vizuelno ih možemo posmatrati samo blizu rubova diska, zahvaljujući tome što će se rubovi zatamniti i to će dovesti do pojačanja kontrasta.
Fakule su tesno povezane sa pegama. Sve pege se javljaju u fakularnim poljima, mada postoje fakule bez pega. Životni vek fakula traje oko dva meseca, a fakule sa pegama mogu trajati i više meseci.

### Koronalne eksplozije
Koronalne eksplozije su mlazevi mase koji izbijaju iz korone preko eksplozija solarnih vetrova i magnetnog polja koji se podižu iz korone. Obično se mogu videti optičkim koronografom. Najveći broj erupcija dolazi sa mesta na kojima su grupisane Sunčeve pege, tj. sa oblasti na kojima ima flerova. Pretpostavlja se da su koronalne eksplozije u vezi sa flerovima, iako do danas konkretna veza nije pronađena. Koronalne eksplozije su povezane sa velikim promenima i disturbacijama koronalnog magnetnog polja.
Učestalost koronalnih eksplozija zavisi od Sunčevog ciklusa, pa se tako u vreme Sunčevog maksimuma dešavaju 3 eksplozije na dan, dok za vreme minimuma izbija po jedna eksplozija u periodu od pet dana.
Koronalnom eksplozijom izbacuje se velika količina materije i radijativnog zračenja van korone. Materija se erupcijom može izbaciti ili u Sunčevu atmosferu, ili čak van celog Sunca, u svemir. Izbačena plazma se većinski sastoji od protona i elektrona.

### Granule
Granule su najmanja pravilna kretanja Sunčeve materije na Suncu. Njihova temperatura iznosi oko 400—-500 K, prečnik im je približno 1.000 km, a brzina kojom se kreću 1 km/s. Granule se nalaze u centralnom delu Sunčevog diska i to dubljim slojevima fotosfere. Njihov životni vek analogni je vodi koja ključa. Gas se penje u centralnom delu granule jer je tu plazma toplija, poput jednog mehura u ključaloj vodi kad se topli vazduh podiže prema površini. Kada stigne do površine, rubovi su tamniji od centralnog dela, a u kontaktu sa hladnijom materijom, on se hladi, te samim tim poput mehura iščezava. Životni vek jedne granule, odnosno period koji je potreban da gas krene od centralnog dela diska do površine iznosi prosečno 10 minuta.

### Supergranule
Supergranule su granule većih dimenzija, prečnika oko 30.000 km. Poput granula, one su tipičan primer konvektivnih ćelija na Sunčevoj površini. Vertikalna brzina kretanja kroz Sunce im je manja od brzine granula i iznosi nekoliko stotina metara u sekundi. Međutim, za razliku od granula, supergranule su raspoređene po celom Sunčevom disku i u svakom trenutku ih ima oko dve hiljade.
Supergranule su dugo vreme bile tumačene kao konvekcija na većoj skali i nisu bile smatrane posebnom vrstom Sunčeve aktivnosti. I danas postoje različita mišljenja o tome da li su granule i supergranule ista ili različita vrsta Sunčeve aktivnosti, a često zastupljena podela na granule su:
- granule (prečnika 150—2.500 km),
- mezogranule (5.000—10.000 km)
- supergranule (preko 20.000 km)

Način života supergranula je sličan načinu života granula, ali vek im je znatno duži i traje oko oko 24 sata. Magnetno polje im je koncentrisano oko rubova supergranula, a plazma koja izvire u njihovim središtima je delimično jonizovana, tako da se time objašnjava nagomilavanje magnetnog polja oko rubova ćelija.

## Oblici Sunčeve aktivnosti u hromosferi
U hromosferi se javljaju dve vrste Sunčeve aktivnosti:
- Protuberance su mlazevi hromosferske plazme u koroni
- Erupcije ili flerovi su kratkotrajni bleskovi koji se javljaju iznad mesta gde se u fotosferi nalaze pege

### Protuberance
Protuberance izgledaju kao plamenovi gasa u Sunčevoj atmosferi vidljivi izvan oboda Sunčevog diska, a na Sunčevom disku izgledaju kao tamni filamenti na sjajnijoj površini Sunca.
Protuberance imaju značajno manju temperaturu i oko 100 puta veću gustinu od okolnog gasa u koroni. Bez obzira na to, njihova gustina nije dovoljna za emitovanje kontinualnog spektra. Vidljivo zračenje iz protuberanci sastoji se uglavnom od emisionih linija vodonika i jonizovanog kalcijuma i, izuzev tokom potpunih pomračenja Sunca, protuberance se posmatraju u monohromatskoj svetlosti.
Postoje dve vrste protuberanci, mirne i aktivne. Mirne protuberance traju više nedelja ili čak meseci sa relativno malo promena na njima, dok aktivne protuberance se menjaju intezivno tokom vremena i značajno su kraćeg veka.

### Erupcije
Erupcije ili flerovi su iznenadni kratkotrajni bleskovi u hromosferi koji se pojavljuju iznad grupe pega i imaju malu površinu. Mogu se posmatrati u monohromatskoj svetlosti, a retko u beloj. Iako su otkrivene 1882. da bi se potpuno razumele, bilo je potrebno izmeriti zračenje i u UV, X i γ spektru.
Energija za erupciju potiče od nepotencijalnog magnetnog polja i zbog anihilacije magnetnog polja, dolazi do eksplozivnog oslobađanja energije. Erupcija počinje naglo, dostiže maksimum za nekoliko minuta, a njeno trajanje je oko jednog sata. Posledice erupcije se ogledaju u izmenjenoj strukturi magnetnog polja.
Procesi koji se odvijaju tokom erupcija su složeni. Geomaterija magnetnog polja interaguje sa plazmom, te se naelektrisane čestice ubrzavaju do relativističkih brzina. Njihovim kočenjem dolazi do pojavljivanja netermalnog zračenja, a javljaju se i udarni talasi.

## Oblici Sunčeve aktivnosti na koroni
- Koronalne rupe su oblasti u koroni sa manjom gustinom i temperaturom od prosečne.
- Koronalne petlje su tople i guste oblasti u obliku petlje koje se nalaze duž linija magnetnog polja.
- Koronalne eksplozije su masivni mlazevi Sunčeve plazme koji izbijaju iz korone u Sunčevu atmosferu ili i dalje, u međuzvezdani prostor.

### Koronalne rupe
Koronalne rupe su oblasti u koroni Sunca gde su gustina i temperatura plazme manje oko 10 puta od gustine drugih delova korone. Veličina koronalnih rupa se kreće od 10 hiljada kilfometara do stotina hiljada kilometara. Manje rupe su mnogo češće i javljaju se na svakih par sati, dok se velike javljaju jednom u nekoliko godina.
Solarni vetar najviše otiče sa Sunca upravo kroz koronalne rupe. Nedostatak materije u oblastima koronalnih rupa posledica je činjenice da gas može slobodno da otiče u okolni prostor velikom brzinom, vođen poremećajima u atmosferi i magnetnom polju Sunca. Na mestima gde se nalaze koronalne rupe, linije magnetnog polja su gotovo otvorene, te se prostiru od površine Sunca i zalaze daleko u međuplanetarni prostor. Naelektrisane čestice nastoje da prate linije magnetnog polja i zbog toga napuštaju površinu Sunca. U drugim delovima korone linije magnetnog polja ostaju bliže površini Sunca i tako zadržavaju naelektrisane čestice u blizini površine.

### Koronalne petlje
Koronalne petlje su Sunčeva aktivnost na koroni koje se vide na granama ispod grupa Sunčevih pega i prikazuju strukture u obliku petlji koje daju obris linija magnetnog polja. To su površine Sunčeve korone koje su gušće i toplije od okoline, a temperatura im može dostići i 4 miliona Kelvina. One čine osnovnu strukturu niže korone i tranzicionog regiona. Njihova petljasta struktura je direktna posledica uvrnutih linija magnetnog fluksa kroz Sunce. Broj koronalnih petlji zavisi od Sunčevog ciklusa, te su povezane i sa Sunčevim pegama. Koronalne petlje naseljavaju kako aktivne, tako i mirne regione Sunčeve površine.
Kako magnetni fluks prolazi kroz fotosferu duž istih linija kroz hladniju plazmu, a kontrast između fotosfere i Sunčeve unutrašnjosti daje izgled tamnijih tačaka, tj. Sunčevih pega.
Iako je koronalna petlja otvorena lineja magnetnog polja, može se tumačiti kao magnetni fluks koji je pričvršćen za oba kraja i prolazi kroz Sunčevo telo, dok mu je kraći deo isturen u Sunčevu atmosferu. Koronalne petlje je lako posmatrati i pomoću njih se može razumeti transfer energije kroz Sunce, tj. kroz njegovu tranzicionu zonu do korone.
Postoji više skala veličine na kojima postoje koronalne petlje, a mogu imati različite temperature duž same svoje dužine, i delovi petlji različitih zagrejanosti zrače na različitim talasnim dužinama.

### Koronalne eksplozije
Koronalne eksplozije su mlazevi plazme koji izbijaju iz korone preko eksplozija solarnih vetrova i magnetnog polja. Najveći broj erupcija dolazi sa mesta na kojima su grupisane Sunčeve pege, tj. sa oblasti na kojima ima flerova. Koronalne eksplozije su povezane sa velikim promenima i disturbacijama koronalnog magnetnog polja.
Koronalna eksplozija izbacuje veliku količinu materije i radijativnog zračenja van korone u Sunčevu atmosferu ili u svemir. Izbačena plazma se većinski sastoji od protona i elektrona.
Broj koronalnih eksplozija na Suncu zavisi od toga u kojoj fazi ciklusa se Sunce nalazi, pa tako broj eksplozija varira od 1 u 5 dana u Sunčevom minimumu do 3 eksplozije u jednom danu za vreme Sunčevog maksimuma.

## Oscilacije na Suncu i helioseizmologija
Godine 1962. Lajton je sa saradnicima otkrio petominutne oscilacije na Sunčevoj površini, a tek je 1975. godine u radovima Dojbnera, Andoa i Osakija i dokazano i eksperimentalno i teorijski da te oscilacije nisu sporadične i lokalne, već da celo Sunce vibrira poput rezonantnog oscilatora.
Globalne oscilacije su vertikalna fotosferska kretanja malih amplituda od oko 25 metara izazvanih niskofrekventnim zvučnim talasima. Talasi različitih frekvencija prolaze različite putanje i prodiru do različitih dubina Sunčeve unutrašnjosti. Kako brzina ovih talasa zavisi od gustine i temperature, helioseizmološkim istraživanjima ispituju se pritisci, gustine i temperature na različitim dubinama Sunčeve unutrašnjosti. Periodi Sunčevih globalnih oscilacija se kreću između 2,5 i 11 minuta, ali dominiraju nikofrekventne oscilacije (0,003 Hz) na 5 minuta. Oscilacije su važna pojava na Suncu, pošto se pomoću njih i danas prate dešavanja u Sunčevoj unutrašnjosti, koja nisu direktno dostupna posmatranjima.
Helioseizmologijom se proučavaju oscilacije u Sunčevoj unutrašnjosti, analogno seizmološkim posmatranjima Zemljine unutrašnjosti. Metoda seizmologije je postala univerzalna metoda za posmatranje unutrašnjosti zvezda, nakon otkrića sličnih oscilacija na zvezdi Alfa Kentauri A, kao kasnije i na nekim drugim zvezdama.

## Zračenje
Iako se zračenje i ponašanje Sunca menja u zavisnosti od faze, i iako se u toku njegove aktivnosti pojedine oblasti i linije u X i UV spektru pojačavaju od 10, pa i do 1.000 puta, promena ukupne izračene energije je:
{\displaystyle {\frac {\Delta C}{C}}\approx {\frac {\Delta L}{L}}=0,1-0,2\%,}
gde je C solarna konstanta, a L luminoznost. Iz izraza se vidi da je promena ukupne izračene energije zanemarljiva, pa Sunce nije promenljiva zvezda.